# Agave parrasana
Az Agave parrasana az egyszikűek (Liliopsida) osztályának spárgavirágúak (Asparagales) rendjébe, ezen belül a spárgafélék (Asparagaceae) családjába tartozó faj.

## Előfordulása
Az Agave parrasana eredeti előfordulási területe Mexikó északkeleti része. Manapság sokfelé dísznövényként termesztik. A Coahuila nevű szövetségi állam délkeleti részén, a Parras-hegységben, akár 1350-2400 méteres tengerszint feletti magasságban is megtalálható.

## Megjelenése
Pozsgás levelű, örökzöld növény, melynek megjelenése a káposztáéra emlékeztet, azzal a kivétellel, hogy a leveleinek szélei tüskések. A növény magassága és szélessége legfeljebb 60 centiméter. A levelei kékesszürkék. A bimbói vörösek, azonban a virágai sárgák és narancssárgák; 450-600 centiméter magas száron nyílnak.

## Életmódja
A száraz és Napsütötte helyeket kedveli. Kevés vízzel is beéri. Mérgező lehet.

## Képek

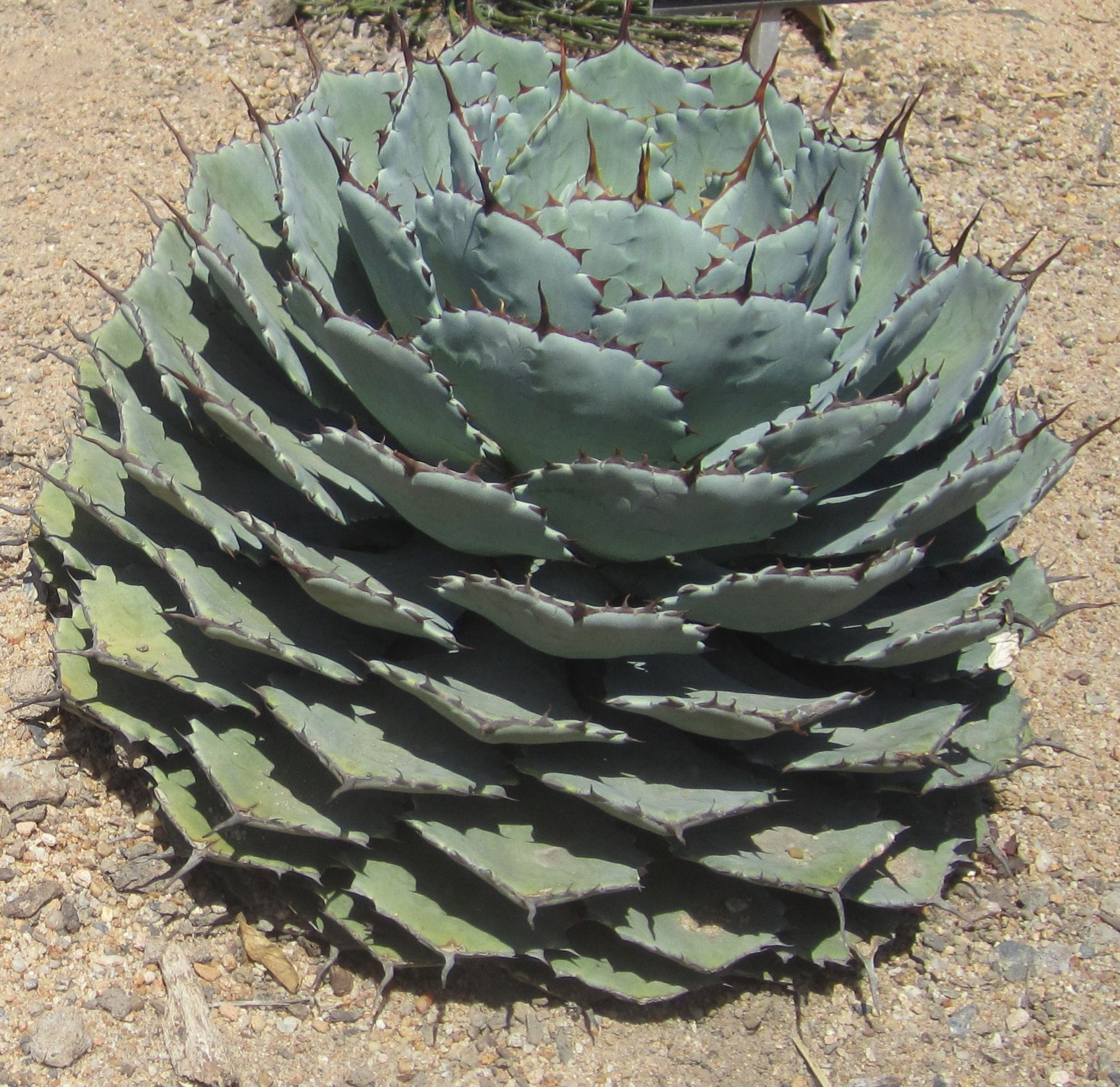
A növény
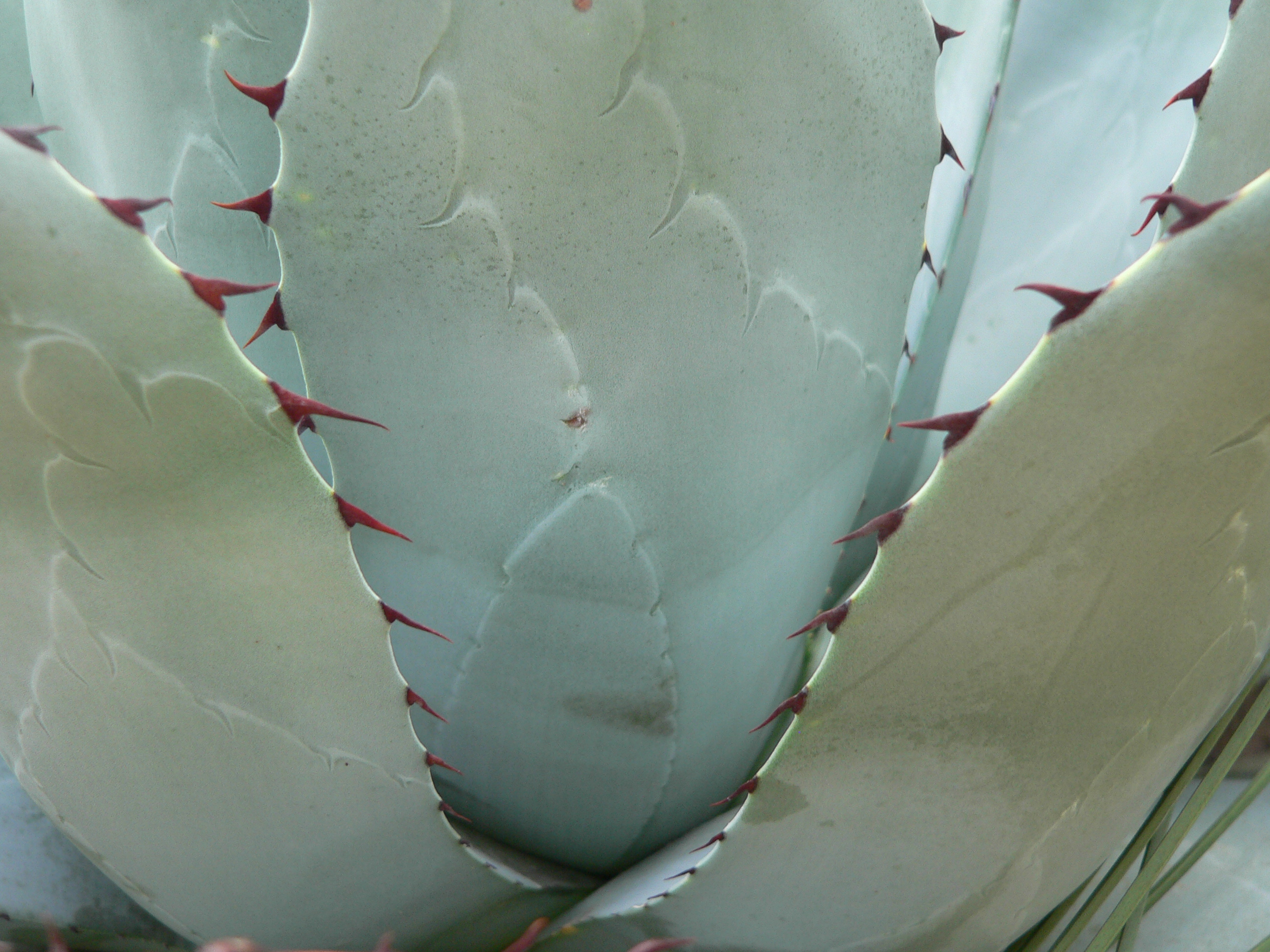
A levelein a tüskék
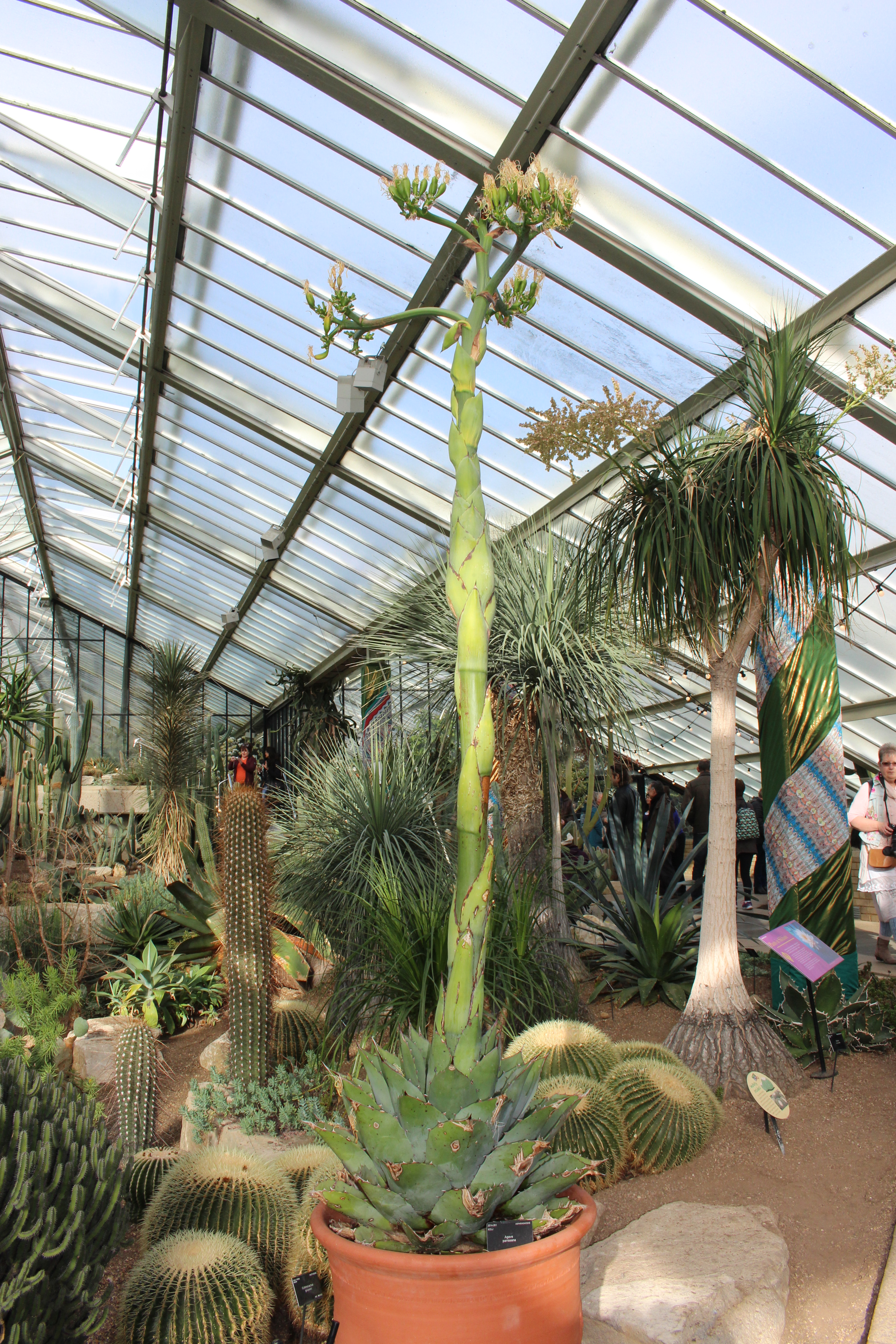
Virágzó példány
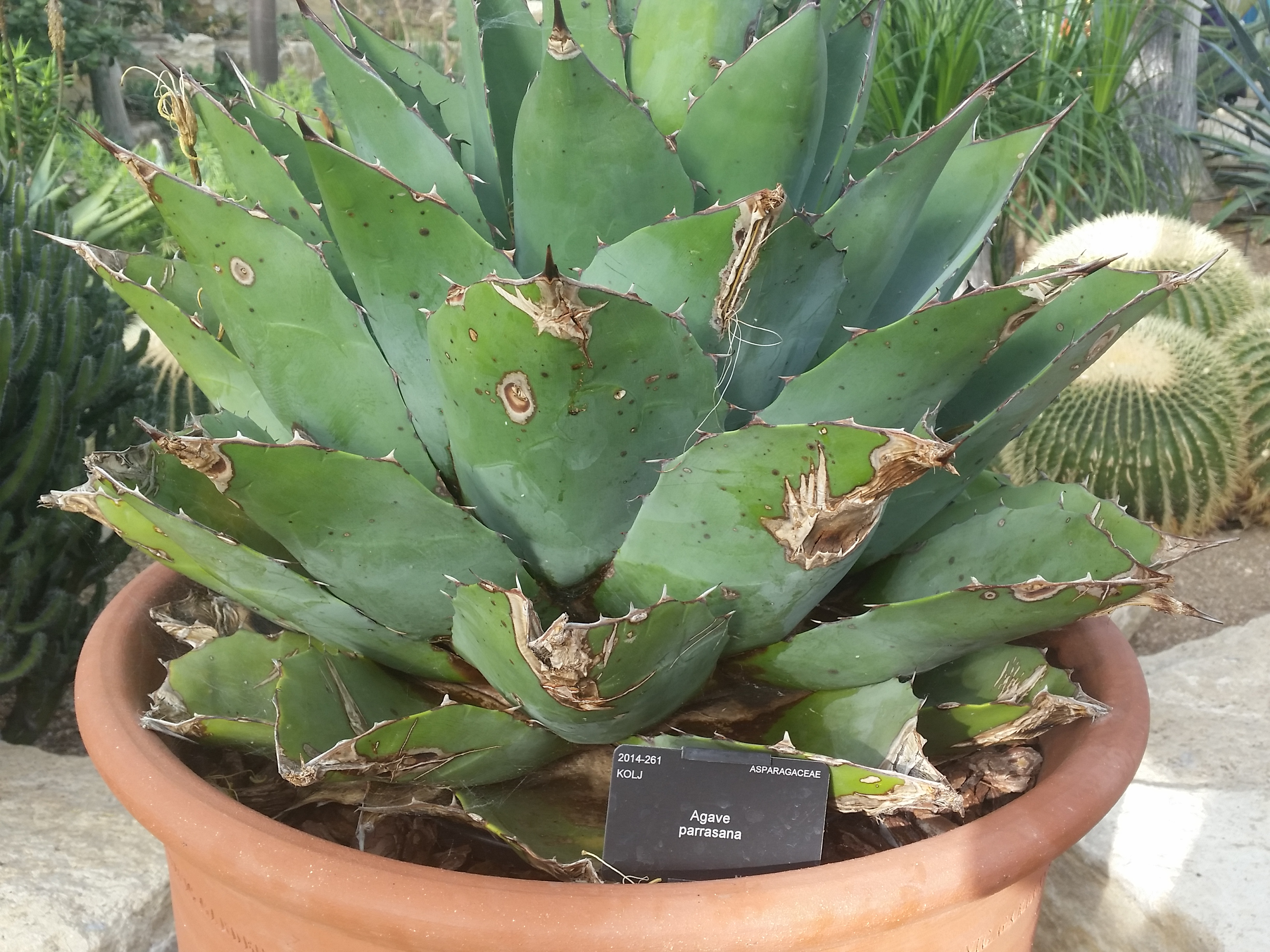
Virágai